# Cerkev sv. Mihaela, Tinjan
Cerkev sv. Mihaela (it. Chiesa di Santo Michele) na  Tinjanu je sedaj podružnična cerkev župnije Škofije.
Cerkev stoji v strnjenem delu vasi, na cerkvenem zemljišču. 

## Zgodovina
Na Tinjanu zgodovinski viri omenjajo cerkev že ob koncu 13. stoletja. Sedanja cerkev sv. Mihaela je morala biti zgrajena v zadnji četrtini 17. stoletja, saj koprski škof Paolo Naldini v svojem Krajepisu omenja staro zakristijo, priključeno novi cerkvi, pa tudi leta 1700 prenovljene oltarje in zvonik.
Župnija Tinjan je bila združena z župnijo Škofije 1. januarja 2005, cerkev sv. Mihaela je s tem postala podružnična cerkev. 

## Zunanjost cerkve
Cerkev je enoladijska, s pravokotno zaključenim prezbiterijem. Vhod v cerkev je pod masivnim zvonikom. Na zunanji steni zakristije je vzidana antična glava, za katero domnevajo, da je iz rimskega obdobja.

## Notranjost cerkve
Ravni leseni strop v cerkveni ladji in v prezbiteriju je belo prepleskan, brez poslikav, v prezbiteriju je malo ponižan. Ladja se na desni strani odpira v polkrožno polkupolasto kapelo, zgrajeno leta 1919.

### Notranja oprema
Glavni oltar iz sivega in rdečega marmorja, z oltarno mizo, je posvečen nadangelu Mihaelu in je bil zgrajen pred letom 1700, ko ga v krajepisu omenja škof Paolo Naldini. Na levi in desni strani sta na kamnitih postavkih kipa sv. Mihaela in sv. Blaža. 
Pred slavoločno steno prezbiterija sta kipa Srca Jezusovega in svetnice Ivane Orleanske. 
Drugi marmorni oltar sv. Antona Puščavnika je v zgornjem delu polkrožno zaključen in kockasto dekoriran.
Tretji oltar v polkrožni kapeli je posvečen Mariji. Oltar je izdelan iz sivega marmorja ter je moderno oblikovan.

## Zvonik
Vhod v cerkev je pod zvonikom, ki ga krasi kamniti relief Križnega iz leta 1704, z nečitljivim napisom.

### Zvonovi
Od dveh zvonov v zvoniku je eden počen. Na enem od njih, ki naj bi bil izdelan iz srebrne litine, je letnica 1634.